# Sage van Gelmel
De sage van Gelmel beschrijft de geschiedenis van het ontstaan van Zondereigen en Ginhoven in de 9e en 10e eeuw.
Gelmel was een Viking. Aan het eind van de 9e eeuw kwam hij geregeld de Mark opvaren met zijn Vikingschepen. Hij voer verder het Merkske op, tot waar de Noordermark het Merkske instroomde.
Bij Ginhoven, daar waar de Noordermark het Merkske instroomt, ging hij steeds aan wal om te gaan plunderen. Na de plunderingen vertrokken de rovers weer en de buit werd in verre streken verkocht. Telkens kwamen ze weer terug en begonnen de plunderingen weer opnieuw.
Op een dag kwam hij terug met zijn schepen. Bij aankomst kwamen er geen rovers uit de boten, maar vrouwen en kinderen. Hij wilde zich vestigen op Ginhoven. De graaf stemde toe en Gelmel werd benoemd tot Heer van Zondereigen. Gelmel liet een motte ter verdediging opwerpen. Op deze motte kwam een burcht met een gracht te staan. Aan de voet kwam een toren van hout te staan met palissaden. Het neerhof rondom de motte was ook nog omringd door een houten muur. Hieromheen liep ook nog een gracht. Binnen het neerhof woonden de ondergeschikten van Gelmel.
De bewoners van Ginhoven en Zondereigen bleven na de oprichting van de burcht gespaard van verdere invallen door de Vikingen. De prijs die hiervoor betaald moest worden was hoog. De vrijheid werd ingeleverd, de boeren werden als laten verbonden aan de burcht van de heer. Het aanzien van Gelmel groeide. Met succes dwong hij naar de hand van Beatrijs, de dochter van de Heer van Breda. De Heer van Weelde was jaloers op Gelmel en daagde hem uit tot een gevecht. Gelmel won het gevecht en doodde de Heer van Weelde.
Gelmel vertrok hierop naar het Heilige Land en keerde niet meer terug naar zijn vrouw. Eenzaam bleef zij in Breda wachten op haar man. Maar nooit zou zij iets van hem vernemen.

## Trivia
- Het verhaal zou de naam van Zondereigen verklaren. Zondereigen zat nu zonder eigenaar.
- De Motte waarop de burcht heeft gestaan, zou de Vossenberg zijn. Deze is in 1957 door de toenmalige eigenaar afgegraven.
- Het Merkske en de Noordermark zijn riviertjes waar tegenwoordig geen boot overheen kan varen, omdat ze te smal en ondiep zijn.
- Breda was ten tijde dat het verhaal zich afspeelt nog geen stad. Het zou pas rond 1200 stadsrechten krijgen.
- De sage van Gelmel is eeuwenlang mondeling doorverteld. Ze is pas in 1956 opgeschreven door Pater Ladislas Segers.
- In 2010 werd naar aanleiding van 800 jaar Hoogstraten de musical Gelmel opgevoerd, die het verhaal vertelt van de sage. Meer dan driehonderd vrijwilligers werkten mee aan het project dat eind november in de veilinghallen werd opgevoerd.